# 南雪平
南雪平位于瑞典南部东约特兰省，是南雪平市镇的治所。南雪平位于約塔運河河畔，在北雪平东南15千米处。欧洲E22公路通过南雪平。

## 历史
南雪平是一座瑞典中世纪的城市，它首次于13世纪被书面提到。考古发掘证明实际上它在此前就已经有人居住了。从13世纪到16世纪末南雪平是瑞典最主要的国内和国际贸易港口之一，它与汉萨同盟的联系密切，也是瑞典的权力中心之一。1302年比爾耶爾·馬格努松在南雪平加冕为瑞典国王，约翰三世国王在市内为自己建造了一座楼房。但是由于斯堪的纳维亚地面抬高从16世纪末开始大船无法进入南雪平的港口。南雪平的重要性下降。到18世纪市内只有约700名居民。19世纪初南雪平成为一个疗养地。南雪平基本上没有受到工业化的影响。

## 市容
南雪平是瑞典评分最高的中世纪城市之一。除中世纪建筑如圣劳伦斯教堂和约翰三世的楼外市中心主要是18和19世纪的木房子。19世纪初建造的疗养设施位于市中心东南，当时南雪平以疗养地著称。約塔運河沿市北拉蒙德山脚流过市区。

## 经济
南雪平只有少数小工业企业。它主要是一个周边地区的服务中心，此外旅游业也是一个重要经济部门。中世纪的市中心、約塔運河和许多海岸前的礁都是吸引游客的原因。

## 图集

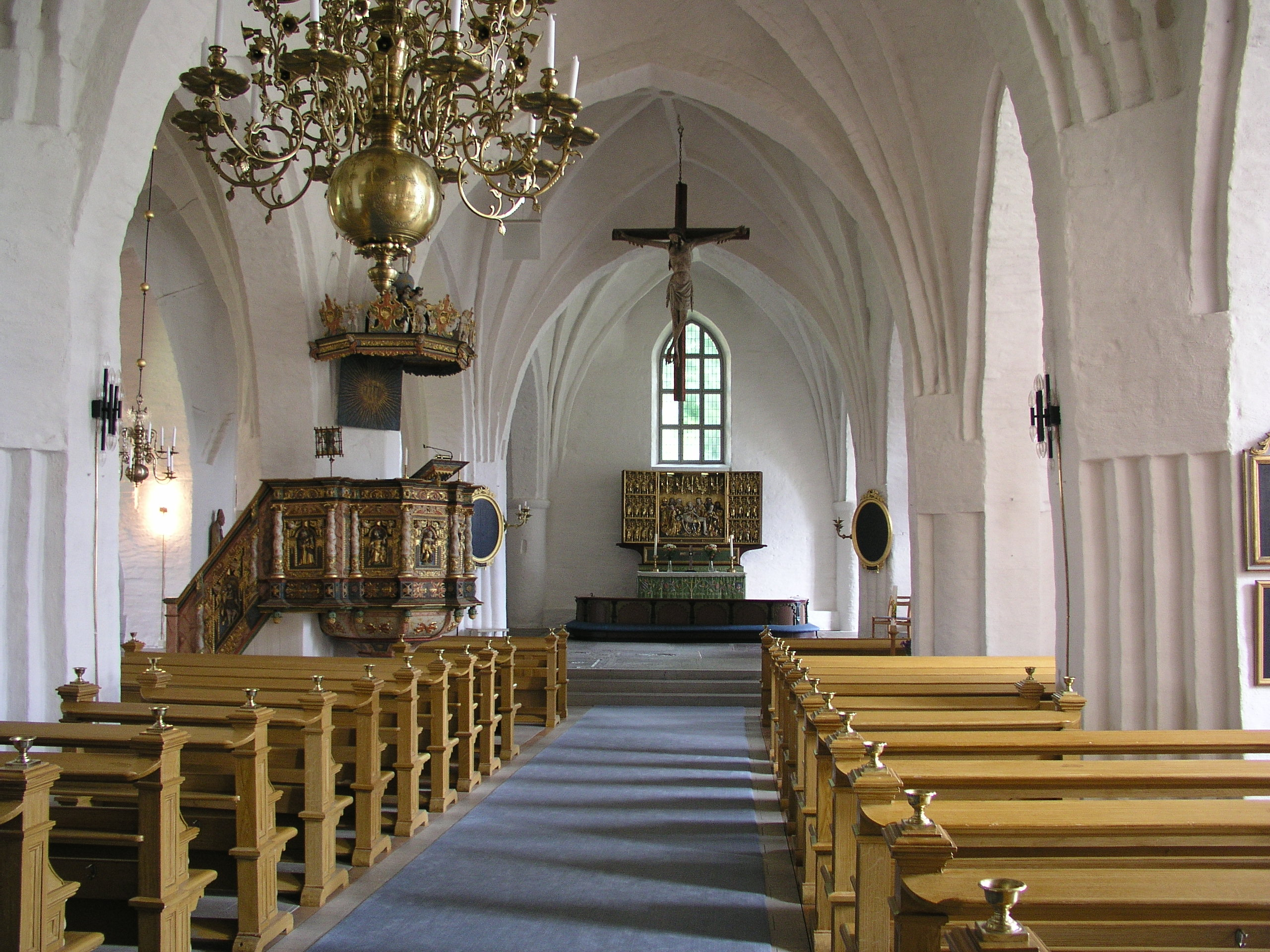
圣劳伦斯教堂
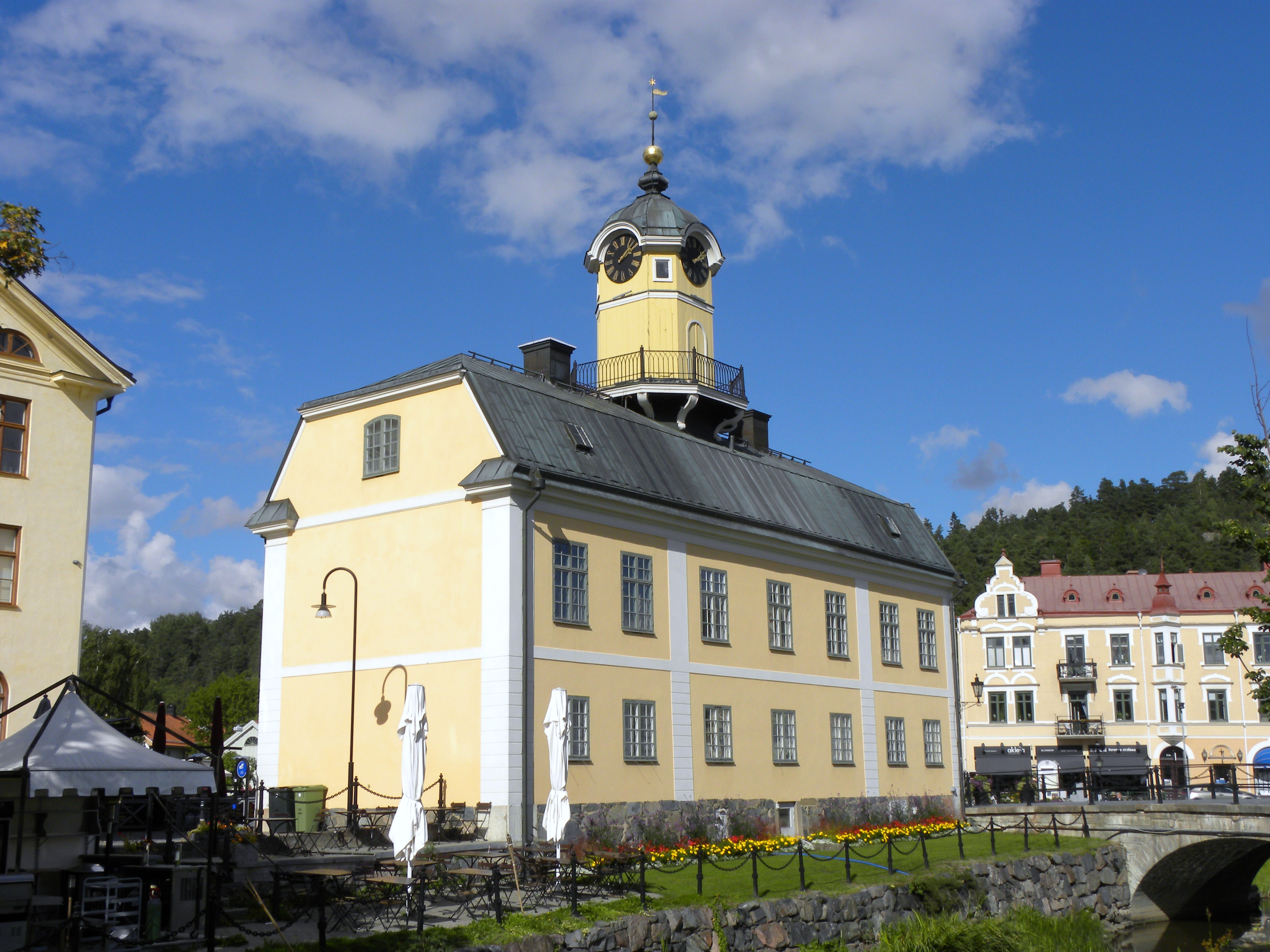
南雪平市政厅
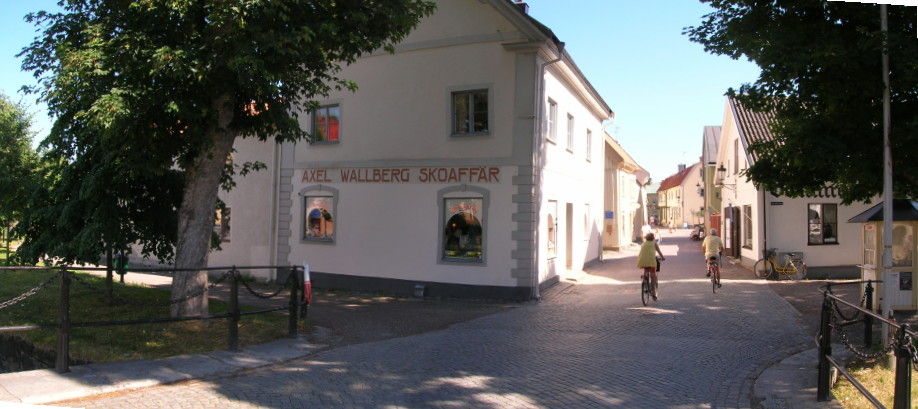
市中心
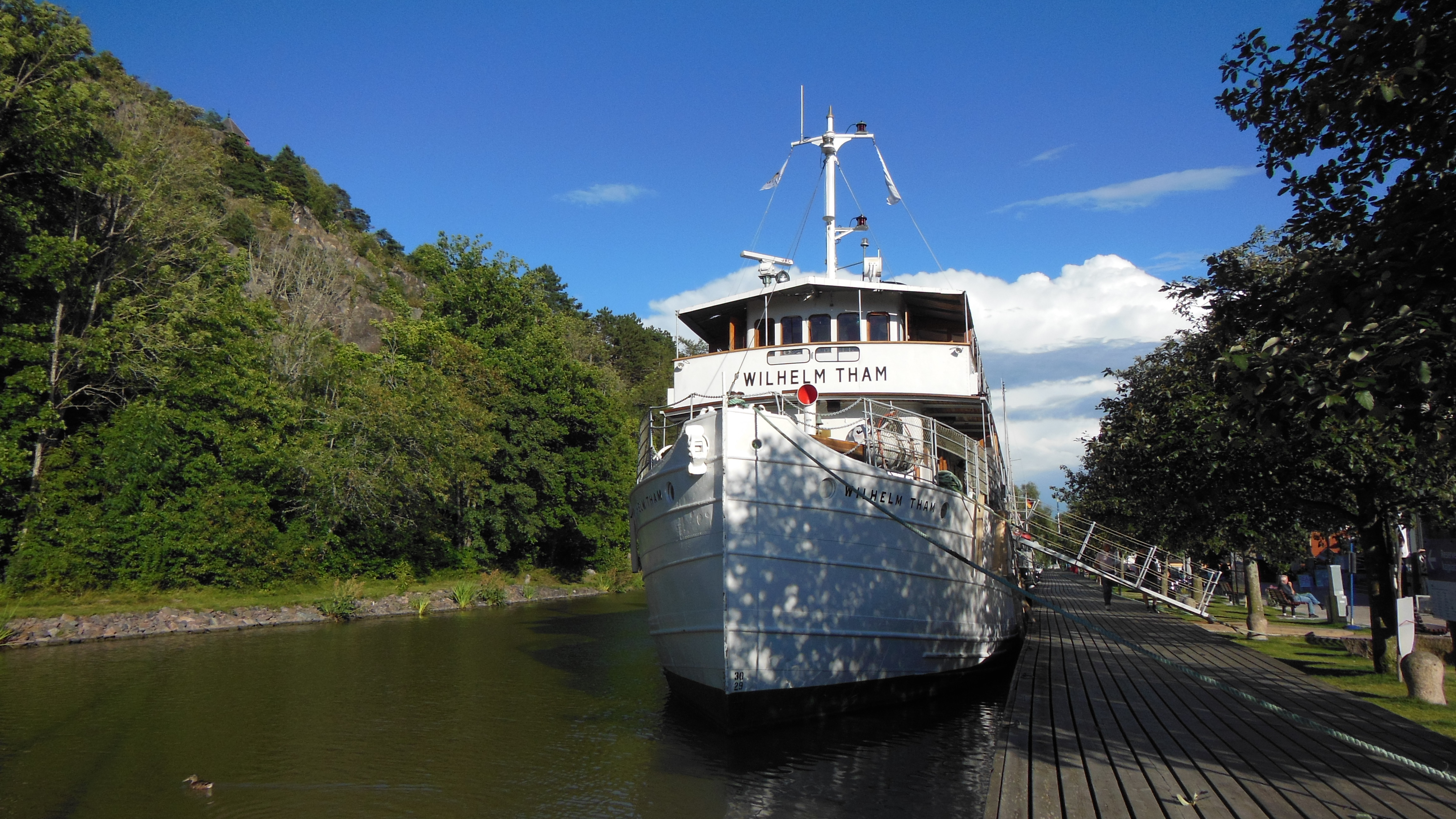
参加南雪平节的威廉·泰姆号（1912年建造）